# ژوزه موریرا (شناگر)
ژوزه موریرا (به انگلیسی: José Moreira) (زادهٔ ۲۱ نوامبر ۱۹۶۱) شناگر اهل برزیل است.